# Tantillus
Tantillus is een geslacht van kevers uit de familie van de loopkevers (Carabidae). De wetenschappelijke naam van het geslacht is voor het eerst geldig gepubliceerd in 1869 door Chaudoir.

## Soorten
Het geslacht Tantillus omvat de volgende soorten:
- Tantillus brunneus Chaudoir, 1869
- Tantillus vittatus Bates, 1886